# Setra
Setra je nemški proizvajalec avtobusov. Setra je divizija podjetja EvoBus GmbH, ki je sam divizija konglomerata Daimler AG. Ime "Setra" izhaja iz nemške besede "Selbsttragend". Do leta 1995 se je sicer podjetje imenovalo Kässbohrer-Setra, potem so podjetje prodali Daimler Benzu. Od leta 1995 naprej je Setra del Daimlerove podružnice EvoBus GmbH.

## Galerija
- 1951 Setra S8
- Setra S6 ca. 1955
- 1959 Setra S9
- Setra S110H iz leta 1972
- Setra S215HR (R = Regionalni)
- Setra S215HD (HD = High Deck) 1981
- Setra S 315 GT-HD
- Setra S 315 UL
- Setra S316 HDS
- Setra S 415 GT
- Setra S 415 HD
- Setra S 417 HDH
- Setra S 431 DT

## Konkurenca
- Alexander Dennis
- Ayats
- Busscar
- Caetano
- Castrosua
- Comil
- Drögmöller
- Ikarus
- Irisbus
- Irizar
- MAN / Neoplan
- Marcopolo
- MCV
- Noge
- Optare
- Plaxton
- Scania
- Solaris Bus & Coach
- Sunsundegui
- Tata Hispano
- TEMSA
- Van Hool
- VDL Berkhof
- VDL Bova
- VDL Bus
- VDL Jonckheere
- Volkswagen Trucks and Buses
- Volvo Buses
- Wrightbus